# Soroll de fase

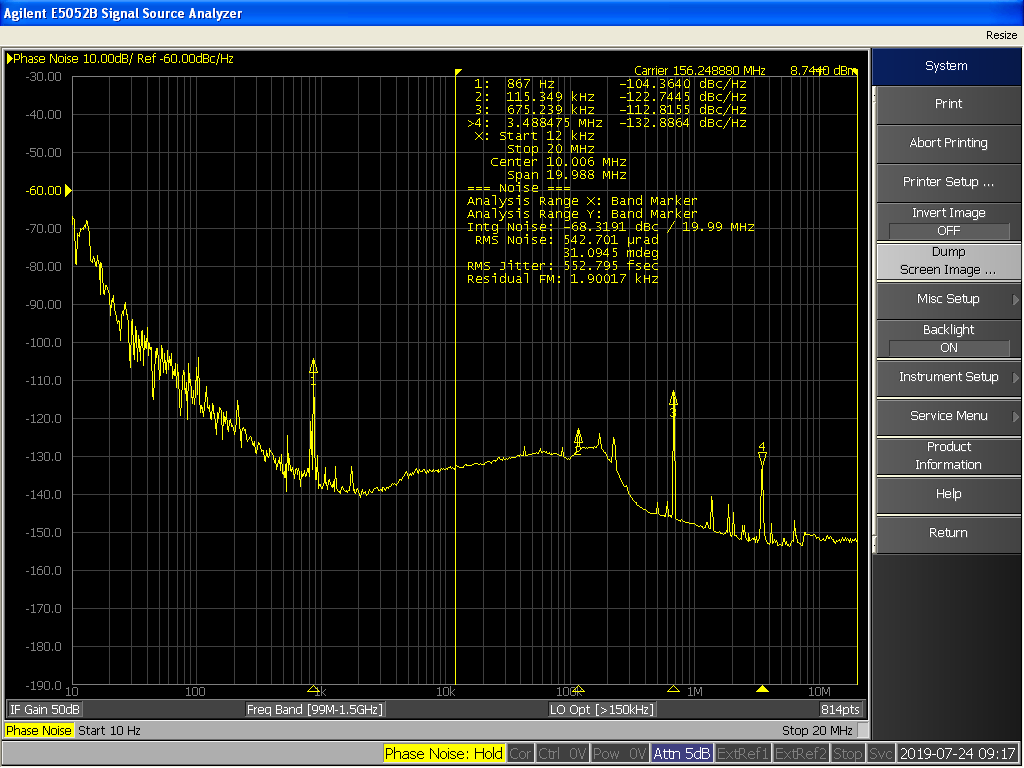
Soroll de fase mesurat per un analitzador de fonts de senyal (SSA). L'SSA mostra la part positiva del soroll de fase. En aquesta imatge hi ha un soroll de fase de la portadora principal, altres 3 senyals i "noise hill".

En el processament del senyal, el soroll de fase és la representació en el domini de la freqüència de les fluctuacions aleatòries en la fase d'una forma d'ona, corresponents a desviacions en el domini del temps de la periodicitat perfecta (jitter). En termes generals, els enginyers de radiofreqüència parlen del soroll de fase d'un oscil·lador, mentre que els enginyers de sistemes digitals treballen amb la fluctuació d'un rellotge.

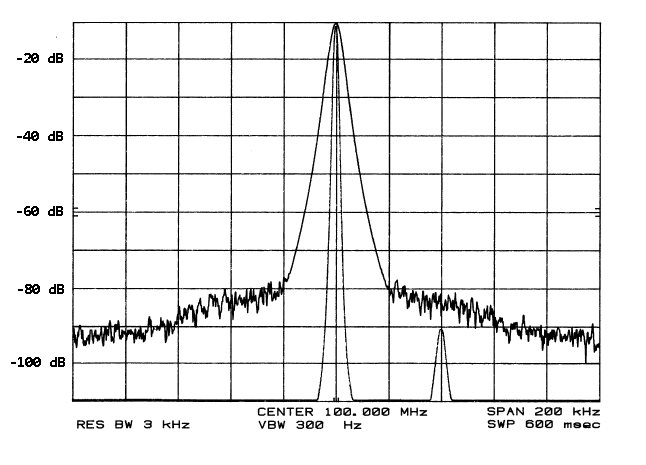
Un senyal feble desapareix en el soroll de fase del senyal més fort.

## Definicions
Històricament hi ha hagut dues definicions conflictives però àmpliament utilitzades per al soroll de fase. Alguns autors defineixen el soroll de fase com la densitat espectral de la fase d'un senyal només, mentre que l'altra definició es refereix a l'espectre de fase (que s'acobla amb l'espectre d'amplitud) resultant de l'estimació espectral del propi senyal. Ambdues definicions donen el mateix resultat a freqüències de compensació ben allunyades de la portadora. Tanmateix, en desplaçaments propers, les dues definicions difereixen.
L'IEEE defineix el soroll de fase com ℒ(f) = Sφ(f)/2 on la "inestabilitat de fase" Sφ(f) és la densitat espectral unilateral de la desviació de fase d'un senyal. Tot i que Sφ(f) és una funció unilateral, representa "la densitat espectral de banda lateral doble de la fluctuació de fase". El símbol ℒ s'anomena escriptura L (majúscula).

## Fons
Un oscil·lador ideal generaria una ona sinusoïdal pura. En el domini de la freqüència, això es representaria com un sol parell de funcions delta de Dirac (conjugats positius i negatius) a la freqüència de l'oscil·lador; és a dir, tota la potència del senyal és a una sola freqüència. Tots els oscil·ladors reals tenen components de soroll modulats en fase. Els components del soroll de fase distribueixen la potència d'un senyal a freqüències adjacents, donant lloc a bandes laterals de soroll. El soroll de fase de l'oscil·lador sovint inclou soroll de parpelleig de baixa freqüència i pot incloure soroll blanc.

## Mesurament
El soroll de fase es pot mesurar mitjançant un analitzador d'espectre si el soroll de fase del dispositiu a prova (DUT) és gran respecte a l'oscil·lador local de l'analitzador d'espectre. S'ha de tenir cura que els valors observats es deuen al senyal mesurat i no al factor de forma dels filtres de l'analitzador d'espectre. La mesura basada en l'analitzador d'espectre pot mostrar la potència del soroll de fase durant moltes dècades de freqüència; ex., 1 Hz a 10 MHz. El pendent amb freqüència de compensació en diverses regions de freqüència de compensació pot proporcionar pistes sobre la font del soroll; per exemple, el soroll de parpelleig de baixa freqüència disminueix a 30 dB per dècada (= 9 dB per octava).